# Miss Universo 2010

Miss Universo 2010. Le nazioni partecipanti ed i risultati.

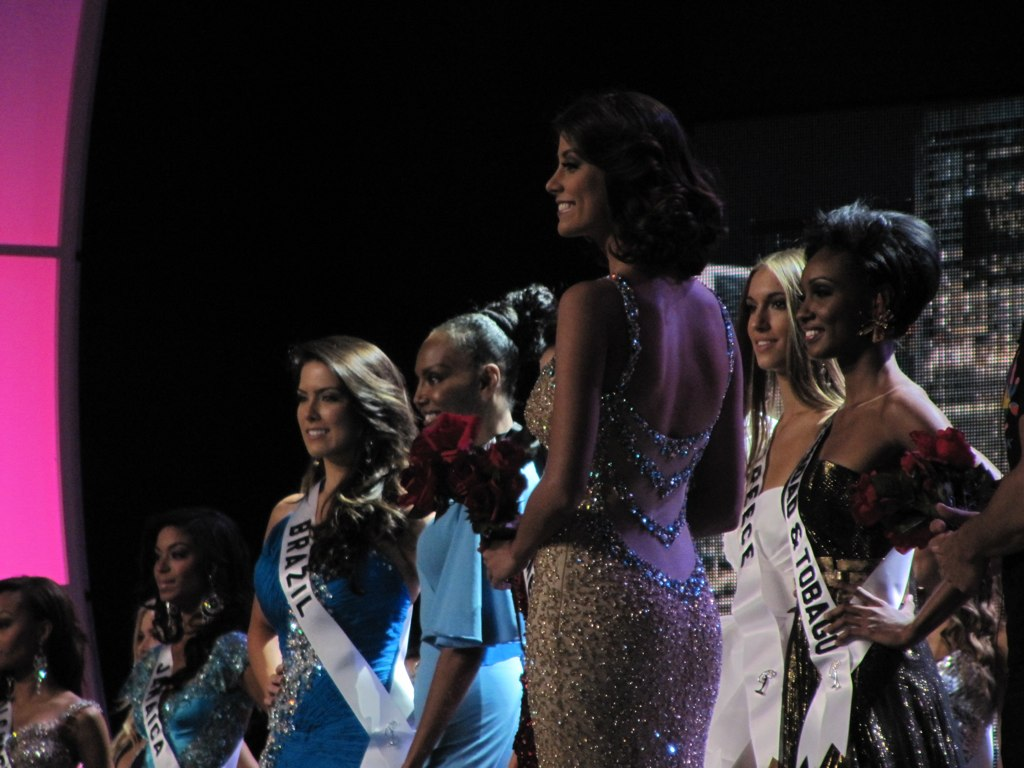
Miss Universo 2009, si appresta a consegnare la corona alla nuova vincitrice.

Miss Universo 2010, cinquantanovesima edizione di Miss Universo, si è tenuta presso il Mandalay Bay Resort and Casino a Las Vegas, negli Stati Uniti d'America il 23 agosto 2010. L'evento è stato presentato da Bret Michaels e Natalie Morales. Miss Messico Jimena Navarrete è stata incoronata vincitrice dalla Miss Universo uscente la venezuelana Stefanía Fernández.

## Risultati

### Piazzamenti
| Risultato finale   | Concorrente |
| ------------------ | --- |
| Miss Universo 2010 | - Messico – Jimena Navarrete |
| 2ª classificata    | - Giamaica – Yendi Phillipps |
| 3ª classificata    | - Australia – Jesinta Campbell |
| 4ª classificata    | - Ucraina – Anna Poslavska |
| 5ª classificata    | - Filippine – Venus Raj |
| Top 10             | - Albania – Angela Martini - Guatemala – Jessica Scheel - Irlanda – Rozanna Purcell - Porto Rico – Mariana Vicente - Sudafrica – Nicole Flint |
| Top 15             | - Belgio – Cilou Annys - Colombia – Natalia Navarro - Francia - Malika Ménard - Rep. Ceca – Jitka Válková - Russia – Irina Antonenko          |

### Punteggi alle sfilate finali
| Nazione    | Sfilata in costume | Sfilata in abito da sera |
| ---------- | ------------------ | ------------------------ |
| Messico    | 9.265 (2)          | 8.913 (1)                |
| Giamaica   | 9.426 (1)          | 8.884 (2)                |
| Australia  | 8.543 (5)          | 8.841 (3)                |
| Ucraina    | 8.333 (7)          | 8.743 (4)                |
| Filippine  | 8.957 (3)          | 8.714 (5)                |
| Albania    | 8.229 (8)          | 8.693 (6)                |
| Irlanda    | 8.784 (4)          | 8.548 (7)                |
| Sudafrica  | 8.229 (8)          | 8.420 (8)                |
| Guatemala  | 8.071 (10)         | 8.286 (9)                |
| Porto Rico | 8.443 (6)          | 7.971 (10)               |
| Russia     | 7.843 (11)         |                          |
| Colombia   | 7.643 (12)         |                          |
| Francia    | 7.586 (13)         |                          |
| Belgio     | 7.571 (14)         |                          |
| Rep. Ceca  | 7.429 (15)         |                          |

     Vincitrice
     2ª classificata
     3ª classificata
     4ª classificata
     5ª classificata
     Top 10
     Top 15
(#) Piazzamento ad ogni turno della gara

### Riconoscimenti speciali
| Riconoscimento        | Concorrente                           |
| --------------------- | ------------------------------------- |
| Miss Congeniality     | - Australia – Jesinta Campbell        |
| Miss Photogenic       | - Thailandia – Fonthip Watcharatrakul |
| Best National Costume | - Thailandia – Fonthip Watcharatrakul |

## Giudici

### Giudici della trasmissione televisiva
Le seguenti celebrità hanno fatto da giudici durante la serata finale:
- Niki Taylor – Modella
- William Baldwin – Attore, produttore e scrittore
- Chynna Phillips – Cantante ed attrice
- Evan Lysacek – Pattinatore e finalista di Dancing with the Stars
- Tamron Hall – Presentatore di MSNBC
- Chazz Palminteri – Attore e scrittore
- Jane Seymour – Attrice e concorrente di Dancing with the Stars
- Criss Angel – Illusionista e musicista
- Sheila E. – Musicista

### Giudici delle fasi preliminari
I seguenti hanno fatto da giudici durante le fasi preliminari del concorso:
- Basim Shami – Presidente di Farouk Systems
- BJ Coleman – Pubblicitario, giornalista e personalità televisiva
- Carlos Bremer – Direttore ed amministratore delegato della Value Grupo Financiero
- Corinne Nicolas – Presidente di Trump Model Management
- Louis Burgdorf – Produttore di talenti per MSNBC's Joe Scarborough & Mika Brzezinski
- Natalie Rotman – Commentatore
- Sadoux Kim – Produttore televisivo

## Musiche di sottofondo
- Numero di apertura: Commander - Kelly Rowland featuring David Guetta
- Sfilata in costume da bagno: Burning Love/Viva Las Vegas, da "Viva Elvis" della compagnia Cirque du Soleil (dal vivo)
- Sfilata in abito da sera: Save Room/Shine - John Legend e The Roots (dal vivo)
- Momento dell'incoronazione: Go That Far - Bret Michaels

## Concorrenti
| Nazione                   | Concorrente            | Età | Altezza | Città natale         |
| ------------------------- | ---------------------- | --- | ------- | -------------------- |
| Albania                   | Angela Martini         | 24  | 1.77    | Scutari              |
| Angola                    | Jurema Ferraz          | 25  | 1.80    | Namibe               |
| Argentina                 | Yésica Di Vincenzo     | 22  | 1.74    | Mar del Plata        |
| Aruba                     | Priscilla Lee          | 22  | 1.80    | Oranjestad           |
| Australia                 | Jesinta Campbell       | 19  | 1.78    | Gold Coast           |
| Bahamas                   | Braneka Bassett        | 20  | 1.76    | Freeport             |
| Belgio                    | Cilou Annys            | 19  | 1.78    | Bruges               |
| Bolivia                   | Claudia Arce Lemaitre  | 19  | 1.73    | Sucre                |
| Botswana                  | Tirelo Ramasedi        | 21  | 1.68    | Gaborone             |
| Brasile                   | Débora Lyra            | 20  | 1.80    | Vitória              |
| Canada                    | Elena Semikina         | 26  | 1.86    | Toronto              |
| Cina                      | Tang Wen               | 18  | 1.76    | Yichun               |
| Cipro                     | Demetra Olymbiou       | 22  | 1.74    | Aradhippou           |
| Colombia                  | Natalia Navarro        | 23  | 1.79    | Barranquilla         |
| Corea del Sud             | Kim Joo-ri             | 22  | 1.75    | Seul                 |
| Costa Rica                | Marva Wright           | 25  | 1.80    | San José             |
| Croazia                   | Lana Obad              | 22  | 1.73    | Zagabria             |
| Curaçao                   | Safira de Wit          | 20  | 1.81    | Willemstad           |
| Danimarca                 | Ena Sandra Causevic    | 20  | 1.74    | Sønderborg           |
| Ecuador                   | Lady Mina              | 24  | 1.70    | Guayaquil            |
| Egitto                    | Donia Hammed           | 22  | 1.79    | Il Cairo             |
| El Salvador               | Sonia Cruz             | 20  | 1.73    | San Salvador         |
| Filippine                 | Venus Raj              | 22  | 1.75    | Bato                 |
| Finlandia                 | Viivi Pumpanen         | 22  | 1.67    | Vantaa               |
| Francia                   | Malika Ménard          | 23  | 1.76    | Caen                 |
| Georgia                   | Nanuka Gogichaishvili  | 21  | 1.77    | Tbilisi              |
| Germania                  | Kristiana Rohder       | 26  | 1.82    | Monaco di Baviera    |
| Ghana                     | Awurama Simpson        | 22  | 1.80    | Sekondi-Takoradi     |
| Giamaica                  | Yendi Phillipps        | 24  | 1.78    | Kingston             |
| Giappone                  | Maiko Itai             | 26  | 1.73    | Ōita                 |
| Grecia                    | Anna Prelevic          | 20  | 1.81    | Atene                |
| Guam                      | Vanessa Torres         | 25  | 1.67    | Dededo               |
| Guatemala                 | Jessica Scheel         | 20  | 1.70    | Retalhuleu           |
| Guyana                    | Tamika Henry           | 22  | 1.71    | Georgetown           |
| Haiti                     | Sarodj Bertin          | 24  | 1.75    | Port-au-Prince       |
| Honduras                  | Kenia Martinez         | 26  | 1.75    | Tela                 |
| India                     | Ushoshi Sengupta       | 22  | 1.71    | Kolkata              |
| Indonesia                 | Qory Sandioriva        | 19  | 1.73    | Aceh                 |
| Irlanda                   | Rozanna Purcell        | 19  | 1.80    | Clonmel              |
| Isole Vergini Americane   | Janeisha John          | 22  | 1.73    | Saint Croix          |
| Isole Vergini Britanniche | Josefina Nunez         | 22  | 1.65    | Road Town            |
| Israele                   | Bat-el Jobi            | 22  | 1.72    | Afula                |
| Italia                    | Jessica Cecchini       | 20  | 1.77    | Borgosesia           |
| Kazakistan                | Asselina Kuchukova     | 27  | 1.75    | Almaty               |
| Kosovo                    | Kështjella Pepshi      | 23  | 1.78    | Junik                |
| Libano                    | Rahaf Abdallah         | 22  | 1.74    | Khiam                |
| Malaysia                  | Nadine Ann Thomas      | 23  | 1.69    | Subang Jaya          |
| Mauritius                 | Dalysha Doorga         | 23  | 1.73    | Goodlands            |
| Messico                   | Jimena Navarrete       | 22  | 1.74    | Guadalajara          |
| Nicaragua                 | Scharllette Allen      | 18  | 1.80    | Bluefields           |
| Nigeria                   | Ngozi Odalonu          | 22  | 1.78    | Niger                |
| Norvegia                  | Melinda Elvenes        | 23  | 1.72    | Larvik               |
| Nuova Zelanda             | Ria van Dyke           | 21  | 1.72    | Auckland             |
| Paesi Bassi               | Desiree van der Berg   | 23  | 1.76    | Santpoort            |
| Panama                    | Anyoli Abrego          | 22  | 1.77    | Santiago de Veraguas |
| Paraguay                  | Yohana Benitez         | 23  | 1.76    | San Lorenzo          |
| Perù                      | Giuliana Zevallos      | 22  | 1.80    | Loreto               |
| Polonia                   | Maria Nowakowska       | 23  | 1.82    | Legnica              |
| Porto Rico                | Mariana Vicente        | 21  | 1.73    | Río Grande           |
| Regno Unito               | Tara Hoyos-Martinez    | 20  | 1.68    | Londra               |
| Rep. Ceca                 | Jitka Válková          | 18  | 1.69    | Třebíč               |
| Rep. Dominicana           | Eva Arias              | 25  | 1.78    | Moca                 |
| Romania                   | Oana Paveluc           | 19  | 1.81    | Brașov               |
| Russia                    | Irina Antonenko        | 18  | 1.78    | Ekaterinburg         |
| Serbia                    | Lidija Kocić           | 22  | 1.80    | Belgrado             |
| Singapore                 | Tania Lim Kim Suan     | 22  | 1.75    | Singapore            |
| Slovacchia                | Anna Amenová           | 25  | 1.73    | Bratislava           |
| Slovenia                  | Marika Savšek          | 23  | 1.75    | Šmartno pri Litiji   |
| Spagna                    | Adriana Reverón        | 24  | 1.77    | Tenerife             |
| Sri Lanka                 | Ishanka Madurasinghe   | 23  | 1.74    | Kegalle              |
| Stati Uniti d'America     | Rima Fakih             | 24  | 1.74    | Dearborn             |
| Sudafrica                 | Nicole Flint           | 22  | 1.73    | Pretoria             |
| Svezia                    | Michaela Savic         | 19  | 1.74    | Helsingborg          |
| Svizzera                  | Linda Fäh              | 22  | 1.77    | Benken               |
| Tanzania                  | Hellen Dausen          | 23  | 1.68    | Arusha               |
| Thailandia                | Fonthip Watcharatrakul | 20  | 1.70    | Samut Prakan         |
| Trinidad e Tobago         | LaToya Woods           | 24  | 1.78    | Couva                |
| Turchia                   | Gizem Memiç            | 20  | 1.78    | Gaziantep            |
| Ucraina                   | Anna Poslavska         | 23  | 1.80    | Nova Kahovka         |
| Ungheria                  | Tímea Babinyecz        | 19  | 1.72    | Seghedino            |
| Uruguay                   | Stephany Ortega        | 20  | 1.73    | Montevideo           |
| Venezuela                 | Marelisa Gibson        | 21  | 1.78    | Caracas              |
| Zambia                    | Alice Musukwa          | 22  | 1.78    | Lusaka               |

### Sostituzioni
- Guatemala – Alejandra Barillas incoronata Miss Guatemala 2010 è stata sostituita dalla seconda classificata Jessica Scheel, per via di un incidente alla gamba.
- Romania – Alexandra Catalina Filip incoronata Miss Romania 2011, è stata sostituita dalla seconda classificata Oana Paveluc.
- Turchia – La Turchia ha inviato Miss Turchia 2010, Gizem Memiç, anziché l'effettiva Miss Universo Turchia Serenay Sarıkaya, dato che quest'ultima non aveva ancora compiuto i diciotto anni.

## Trasmissioni internazionali
Alcuni canali televisivi al di fuori degli Stati Uniti d'America, come la NBC o Telemundo hanno trasmesso l'evento dal vivo nei rispettivi territori.
- Afghanistan: STAR World
- Albania: TVSH e RTV21
- Arabia Saudita: MBC4
- Argentina: TNT
- Aruba: ATV
- Australia: 7TWO e STAR One
- Bahamas: ZNS-TV
- Bangladesh: STAR World
- Barbados: TNT
- Belgio: Star! Benelux
- Bermuda: VSB-TV
- Birmania: STAR World
- Bolivia: Unitel e TNT
- Brasile: Rede Bandeirantes e TNT Latin America
- Canada: Citytv
- Cile: TNT Latin America
- Cina: Star World
- Colombia: Caracol TV e TNT
- Corea del Sud: MBC
- Costa Rica: Teletica
- Danimarca: Star! Scandinavia
- Ecuador: Gama TV e TNT
- Egitto: MBC 4
- El Salvador: TCS
- Emirati Arabi Uniti: MBC 4
- Estonia: Star! e Viasat Baltics
- Filippine: ABS-CBN, Studio 23, Velvet, ETC e Star World
- Finlandia: MTV3, Star! Scandinavia e Showtime Scandinavia
- Francia: Paris Première
- Germania: Das Vierte
- Giamaica: TNT
- Grecia: ANT1
- Groenlandia: Sisimiut TV
- Guam: KUAM-TV
- Guyana: TNT
- Honduras: Canal 11 e TNT
- Hong Kong: TVB Pearl e Star World
- India: Star World
- Indonesia: Indosiar e Star World
- Irlanda: STAR One
- Islanda: Star! Scandinavia e Showtime Scandinavia
- Isole Marianne Settentrionali: WSZE
- Isole Vergini Americane: WVGN-LP
- Isole Vergini Britanniche: WNBC
- Israele: Channel 9
- Italia: Stream
- Kosovo: RTV21
- Lettonia: Star! e Viasat Baltics
- Libano: LBC e MBC4
- Macao: STAR World
- Maldive: STAR World
- Malaysia: STAR World
- Messico: Televisa e TNT
- Nepal: STAR World
- Nicaragua: Televicentro
- Norvegia: TV2, Showtime Scandinavia e Star! Scandinavia
- Nuova Zelanda: Vibe
- Paesi Bassi: Star! Benelux
- Pakistan: STAR World
- Panama: Telemetro e TNT
- Papua Nuova Guinea: STAR World
- Paraguay: Telefuturo e TNT
- Perù: ATV e TNT
- Porto Rico: Telemundo
- Regno Unito: STAR One
- Rep. Dominicana: Telemundo, Colorvision e TNT
- Romania: TVR
- Russia: C1R
- Samoa Americane: KKHJ-LP
- Serbia: RTS
- Singapore: MediaCorp Channel 5 e STAR World
- Sri Lanka: STAR World
- Stati Uniti (paese ospitante): NBC e Telemundo
- Svezia: Star! Scandinavia
- Taiwan: CTS e STAR World
- Thailandia: Channel 7 e Star World
- Trinidad e Tobago: CCN TV6 e TNT
- Turchia: CNBC-e e NTV
- Uruguay: TNT
- Venezuela: Venevisión e TNT
- Vietnam: STAR World e VTCHD VIP 1